# JR東海&16私鉄 乗り鉄☆たびきっぷ

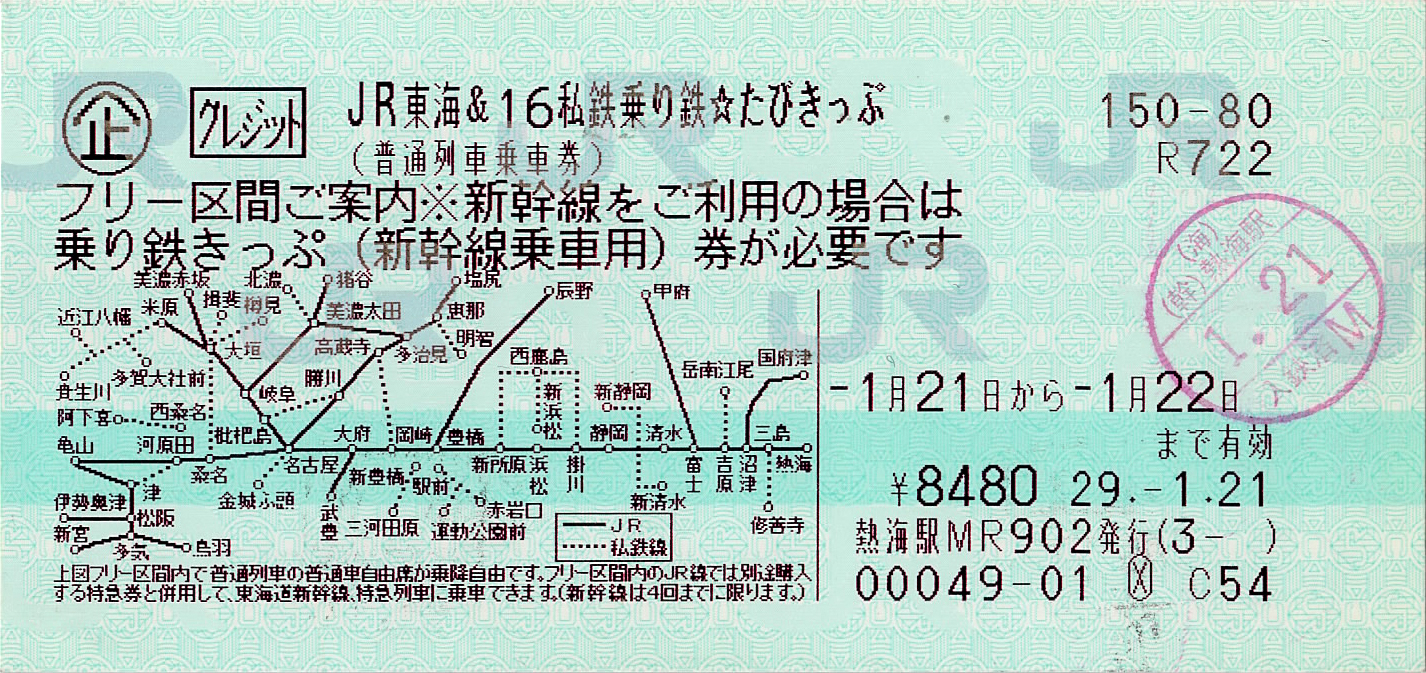
JR東海&16私鉄 乗り鉄☆たびきっぷ（旧型式・マルス発行）

JR東海＆16私鉄 乗り鉄☆たびきっぷ（ジェイアールとうかいアンド16してつ　のりてつたびきっぷ）は、東海旅客鉄道（JR東海）が2016年（平成28年）7月29日から発売している特別企画乗車券である。

## 概要
JR東海線および東海地区の16社の地方私鉄・第三セクター路線（後述）の普通列車（快速列車含む。以下同）に2日間乗り降り自由なフリーきっぷである。
利用期間は土休日を利用開始日として連続する2日間である。

## 乗車券詳細
発売価格
- 大人：8,620円、小児：4,040円[注 4]

発売期間
- 利用開始日の1か月前から利用開始日当日まで。

その他利用について
- JR東海管内の在来線改札に限り、自動改札機を利用することができる[注 5][注 6]。
- 本券の効力の開始点は有効開始日の0時以降（有効開始日前日のダイヤの24時以降）である[注 7]。2日目は標準ダイヤの最終列車まで乗車することができる[注 8][4]。

## 利用可能エリア

### JR東海管内
- 在来線全線
  - 原則として、本券のみで乗車できる列車は普通列車の自由席に限る。ただし、別途フリーエリア区間内のみの特急券（グリーン車/指定席/自由席）、急行券、グリーン券、指定席券、乗車整理券を購入すれば特急列車、急行列車や普通列車の指定席、ホームライナーの利用も可能。なお、フリーエリア外にまたがる乗車の場合は、エリア境界の駅を境に特急券などの料金券の区間を分割する必要がある。寝台列車（「サンライズ瀬戸」「サンライズ出雲」）は利用できない。

- 東海道新幹線（熱海駅 - 米原駅間）
  - フリーエリア区間内のみの特急券（グリーン車/指定席/自由席）を別途用意[注 9]することで、通算4回まで「ひかり」と「こだま」が利用できる[注 10]。フリーエリア外にまたがる乗車は、フリーエリア境界の熱海駅または米原駅で特急券など料金券の区間を分割する必要がある。ただし、これら2駅を通過する「ひかり」に乗車する場合は普通車自由席のみ利用可能[注 11]。

### 他社線
以下の路線で利用可能。ただし、別途料金が必要な観光列車・イベント列車については利用不可。
- 伊豆箱根鉄道：駿豆線全区間（大雄山線は利用不可）
- 岳南電車：全区間
- 静岡鉄道：全区間
- 天竜浜名湖鉄道：全区間
- 遠州鉄道：全区間
- 豊橋鉄道：路面電車を含む全区間
- 愛知環状鉄道：全区間
- JR東海交通事業城北線：全区間
- 名古屋臨海高速鉄道：全区間
- 明知鉄道：全区間
- 長良川鉄道：全区間
- 養老鉄道：全区間
- 樽見鉄道：全区間
- 伊勢鉄道：全区間
- 三岐鉄道：北勢線全区間（三岐線は利用不可[4]）
- 近江鉄道：全区間

## 発売箇所
JR東海のフリーエリア内にあるJR全線きっぷうりばのある主要駅（熱海駅・米原駅は新幹線の窓口でのみ発売）、JR西日本インターネット予約サービス「e5489」、および東海管内の旅行会社で発売している。ただし、以下の窓口では発売していない。
- 上記の16私鉄・第三セクターの窓口
- 国府津駅・甲府駅・辰野駅・塩尻駅 - いずれも東日本旅客鉄道（JR東日本）の管轄駅
- 新宮駅・猪谷駅 - いずれも西日本旅客鉄道（JR西日本）の管轄駅

## スマートフォン用アプリ
きっぷ利用者向けのスマートフォン用アプリ「鉄☆たびアプリ」では、参加している鉄道会社の路線のスポットをめぐりポイントが獲得できる仕組みとなっている（ポイント獲得は本券の有効期間のみ）。獲得したポイントによって、スマートフォンの壁紙やオリジナルのグッズがプレゼントされるが、このサービスは2019年3月31日で終了となった。